# Ryszard Koczorowski
Ryszard Koczorowski – profesor nauk medycznych o specjalności protetyka stomatologiczna, stomatologia ogólna; profesor zwyczajny Uniwersytetu Medycznego im. Karola Marcinkowskiego w Poznaniu.
W 1978 uzyskał doktorat, w 1996 habilitację, a w 2009 tytuł profesora. Od 2004 był zatrudniony na stanowisku profesora nadzwyczajnego, a od 2011 profesora zwyczajnego. Jest specjalistą II stopnia z protetyki stomatologicznej i I stopnia ze stomatologii ogólnej, a także certyfikowanej umiejętności implantologicznej OSIS-EDI, twórcą uczelnianego programu i organizatorem pierwszej w Polsce Kliniki Gerostomatologii zajmującej się interdyscyplinarnym leczeniem stomatologicznym osób powyżej 65 roku życia.

## Działalność w Uniwersytecie Medycznym im. Karola Marcinkowskiego w Poznaniu
- Członek Senatu Uniwersytetu Medycznego im Karola Marcinkowskiego w Poznaniu (od 2016)[4].
- Członek Senackiej Komisji Nauki UM w Poznaniu (od 2012 do 2016)[5].
- Członek Wydziałowej Komisji ds. tytułu profesorskiego oraz stanowisk profesorskich w UM (od 2012 do 2018)[6].
- Redaktor Naczelny ogólnopolskiego czasopisma „Dental forum” firmowanego przez UMP (od 2004 do 2019)[7][8]. Od 2020 roku redaktor honorowy tego czasopisma[7].
- Członek Komisji Konsultacyjnej FAM od 1993 roku ds. jedynego polskiego systemu implantologicznego „Osteoplant”[9].

## Działalność poza uczelnią
- wiceprezydent Polskiego Stowarzyszenia Implantologicznego (PSI) od 2010[3].
- Od 2013 roku kierownik ogólnopolskiego cyklicznego szkolenia PSI „Curriculum Implantologiczne” w Katowicach oraz przewodniczący Międzynarodowej Komisji Egzaminacyjnej w zakresie umiejętności implantologicznych Fellow (I°) i Diplomate (II°)[3].
- Członek Grupy Założycielskiej Euro-ICOI (International Congress of Oral Implantologists) w Berlinie (2015)[10].
- Członek Prezydium Zarządu Głównego PTS od 2002[6].
- Członek Zarządu Oddziału Poznańskiego PTS (od 1997 do 2018)[11].
- Członek Sekcji Polskiej International Pierre Faucharda Academy z siedzibą w USA od 2012[6].
- Członek German Society of Oral Implantology od 2012[6].
- Członek The International Congress of Oral Implantologists od 2012[6].
- Członek European Prosthodontic Association (EPA)[6].
- Członek International Association for Dental Research (IADR)[12].
- Członek American Association for Dental Research (AADR)[6].

## Działalność publicystyczna
Redaktor Naczelny ogólnopolskiego czasopisma Dental Forum firmowanego przez Uniwersytet Medyczny w Poznaniu i Zarząd Główny PTS – od 2004 i członek Rady Naukowej DF.
Zastępca Redaktora Naczelnego Poznańskiej Stomatologii od 1999 roku (wydawanej przez oddział poznański PTS) a później Redaktor Naczelny tego czasopisma.
Członek Rady Naukowej takich czasopism jak: Journal of Stomatology, Dental and Medical Problems, Protetyka Stomatologiczna, Implantologia Stomatologiczna, Stomatologia Współczesna, Inzynieria Stomatologiczna – Biomateriały, Implantoprotetyka, Stomatologia Estetyczna, Art of Dentistry, Sztuka Implantologii, Stomatologia, E-Dentico.
Recenzent prac w International Journal of Maxillofacial Surgery (od 2009). Autor lub współautor 430 publikacji w tym opublikowanych w czasopismach z listy filadelfijskiej (Impact Factor).

## Nagrody
- Indywidualna Nagroda Ministra Zdrowia II stopnia w roku 2011 za publikację książkową[13].
- Godność „Lidera Pracy Organicznej” nadana przez Towarzystwo H. Cegielskiego w 2015 roku[14].
- Nagroda zespołowa Ministra Zdrowia[15].
- Order św. Stanisława.

## Odznaczenia
- Złoty Krzyż Zasługi (2012)[6].
- Honorowa Odznaka miasta Poznania (1989)[6].
- Medal Komisji Edukacji Narodowej (2017)[16].
- Statuetka STAR Implantologists (PSI) za działalność na polu implantologii i implantoprotetyki[3][17].
- Statuetka Honorowego Hipolita nadana przez Towarzystwo Hipolita Cegielskiego (2015)[14].
- Honorowy tytuł uczelniany KALOS KAGATHOS[18].

## Zainteresowania
Ryszard Koczorowski jest czynnym tenisistą. Swoją przygodę ze sportem zaczął już w latach 70. Może pochwalić się takimi osiągnięciami, jak: letnie Grand Prix Wielkopolski Amatorów, zimowe Grand Prix Wielkopolski Amatorów. Mistrz Świata Lekarzy na hali, wicemistrz Świata Lekarzy na kortach ziemnych oraz 30-krotny mistrz Polski w różnych kategoriach wiekowych.